# NGC 2376
NGC 2376 est une galaxie spirale située dans la constellation des Gémeaux. NGC 2376  a été découverte par l'astronome allemand Albert Marth en 1864.

## Caractéristiques
Sa vitesse par rapport au fond diffus cosmologique est de 5 577 ± 24 km/s, ce qui correspond à une distance de Hubble de 82,3 ± 5,8 Mpc (∼268 millions d'al).